# Esquí cross
L'esquí cross és un tipus de competició d'esquí. Tot i ser un esport de carreres programat, sovint és considerat part d'esquí estil lliure, ja que incorpora les característiques del terreny que se solen trobar en estil lliure, semblant al boardercross de l'snowboard, en la qual els esquiadors corren en grups per un traçat que inclou salts, girs i desnivells. Fins ara el programa d'esquí artístic o d'estil lliure només incloïa proves de salts acrobàtics i de sots.
L'esquí cross va fer el seu debut olímpic com a esport en els Jocs Olímpics d'Hivern de 2010 a Vancouver-Whistler. Abans de participar en els Jocs Olímpics, ja s'havia establert com un esport de televisió molt popular. Aquesta modalitat és relativament nova en la competència d'esquí, es va aprovar el 28 novembre de 2006 durant la reunió de la Comissió Executiva del Comitè Olímpic Internacional. Es preveia el seu debut en els Jocs Olímpics de Tokyo 2020 endarrerits per la pandèmia de COVID-19.

## Reglament
Hi participen grups de quatre a sis esquiadors, en una prova de temps o ronda de classificació. Cada competidor ha d'anar superant les dificultats, que estan construïdes tant al terreny natural com artificialment, com ara salts, rodets o bancs. Després de la contrarellotge, els 32 esquiadors més ràpids competeixen en una sèrie d'eliminació en rondes de quatre. Un grup de quatre esquiadors comença simultàniament, els dos primers de cada grup en creuar la línia de meta avancen a la següent ronda. Al final, les rondes finals i semifinals determinen de 1r a 4t i de 5è a 8è llocs, respectivament.

## La pista
La pista consta d'uns 6000 metres i un pendent del 33%, composta de diferents elements naturals o artificials, salts llargs o bé curts, corbes de gravat o trampolins.

## Jocs Olímpics

### Homes

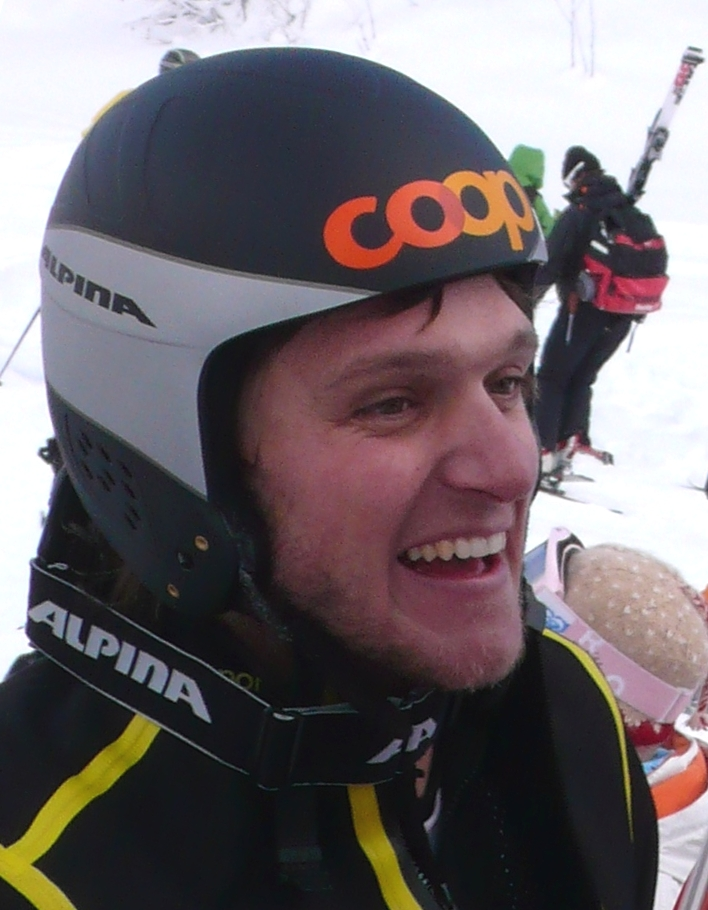
Michael Schmid, de Suïssa, va guanyar la prova d'Esquí Cross dels homes en la inauguració als Jocs d'Hivern, quedant en primer lloc de totes les rondes de classificació i eliminació.

| Jocs olímpics | Or                          | Plata                  | Bronze               |
| ------------- | --------------------------- | ---------------------- | -------------------- |
| 2010          | Michael Schmid (SUI)        | Andreas Matt (AUT)     | Audun Grønvold (NOR) |
| 2014          | Jean-Frédéric Chapuis (FRA) | Arnaud Bovolenta (FRA) | Jonathan Midol (FRA) |

### Dones
| Jocs Olímpics | Or                      | Plata                | Bronze               |
| ------------- | ----------------------- | -------------------- | -------------------- |
| 2010          | Ashleigh McIvor (CAN)   | Hedda Berntsen (NOR) | Hedda Berntsen (NOR) |
| 2014          | Marielle Thompson (CAN) | Kelsey Serwa (CAN)   | Kelsey Serwa (CAN)   |

## Altres

### Canadà
Canadà compta amb algunes de les més grans estrelles d'aquest esport. Del Bosco ha estat un actor dominant i constant al més alt nivell, guanyant el títol de campió del món el 2011 i l'or en els X-Games en 2012. Kelsey Serwa, el 2011 medalla d'or als X-Games i campió del món, s'ha establert com un dels millors, i Marielle Thompson va fer història el 2012 al convertir-se en la primera dona canadenca en guanyar la Copa Globus de Vidre en esquí de fons. Sota l'entrenador en cap Eric Archer, un ex-corredor d'esquí de fons, Canadà ha demostrat ser el país líder en el circuit de la Copa del Món. En 2011-12, Canadà va defensar el títol de la Copa de les Nacions, concedit a l'equip amb més punts de la Copa del Món en general.